# Cheilotrichia nigrostylata
Cheilotrichia nigrostylata là một loài ruồi trong họ Limoniidae. Chúng phân bố ở miền Cổ bắc.